# Пожарные Чикаго (8-й сезон)
Восьмой сезон американского драматического телесериала «Пожарные Чикаго» премьера которого состоялась на канале NBC 25 сентября 2019 года, а заключительная серия сезона вышла 15 апреля 2020 года. Общее количество серий в сезоне двадцать.

## Сюжет
Сериал рассказывает о самой тяжёлой и опасной работе — пожарных, спасателей и парамедиков пожарной части № 51 в Чикаго. Несмотря на повседневные геройства мужчин и женщин, их огромная самоотдача приводит к личным потерям. Главный герой лейтенант Мэтью Кейси (Джесси Спенсер), прирождённый лидер и настоящий пожарный. Однако разрыв с любимой женщиной заставляет его взглянуть по-новому на многие вещи. Кроме этого, после гибели друга и коллеги Эндрю Дардена, Кейси постоянно находится в конфронтации с другим членом команды — спасателем, лейтенантом Келли Северайдом (Тейлор Кинни). Они обвиняют друг друга в смерти Дардена. Но впоследствии они смиряются с потерей друга и мирятся.

## В ролях

### Основной состав
- Джесси Спенсер - капитан Метью Кейси – машина 81.
- Тейлор Кинни - лейтенант Келли Северайд – бригада спасателей 3.
- Кара Киллмер - главный фельдшер Сильви Бретт, скорая помощь 61.
- Дэвид Эйденберг - лейтенант Кристофер Херрманн – машина 51.
- Юрий Сардаров - пожарный Брайан «Отис» Звонечек — машина 81. (1 эпизод)
- Джо Миносо — пожарный / шофер Джо Круз -  бригада спасателей 3.
- Кристиан Столт — пожарный Рэнди «Мауч» Макхолланд — машина 81.
- Миранда Рэй Мейо - пожарная Стелла Кидд, машина 81.
- Энни Илонзе - фельдшер Эмили Фостер, скорая помощь 61.
- Имонн Уокер — шеф Уоллес Боуден пожарной части 51.
- Альберто Розенде - пожарный Блейк Галло, машина 81.[1]

## Эпизоды
| № общий | № в сезоне | Название                                                          | Режиссёр          | Автор сценария                                                                  | Дата премьеры    | Зрители в США (млн) |
| --- | ---------- | ----------------------------------------------------------------- | ----------------- | ------------------------------------------------------------------------------- | ---------------- | ------------------- |
| 160 | 1          | «Sacred Ground» «Священная земля»                                 | Реза Табризи      | Дерек Хаас                                                                      | 25 сентября 2019 | 7.32                |
| Пожар на фабрике матрасов выходит из-под контроля. Пожарные и медики на линии в надежде вытащить пойманных жертв живыми. |            |                                                                   |                   |                                                                                 |                  |                     |
| 161 | 2          | «A Real Shot in the Arm» «Настоящий выстрел в руку»               | Сэнфорд Букставер | Майкл Гилвари & Андреа Ньюман                                                   | 2 октября 2019   | 7.64                |
| Лейтенант Кейси изо всех сил пытается заставить шефа Бодена подписать контракт с энергичным новым рекрутом. Вопреки здравому смыслу, Фостер протягивает оливковую ветвь своему раздражающему новому медику. Отис вдохновляет Хермана искать новых партнеров у Молли. Бретт понимает, что жизнь в Фаулертоне займет некоторое привыкание.                       |            |                                                                   |                   |                                                                                 |                  |                     |
| 162 | 3          | «Badlands» «Бесплодные земли»                                     | Оливия Ньюман     | Майкл А. О'Ши                                                                   | 9 октября 2019   | 7.70                |
| Бретт и Фостер задают вопрос о подозрительных обстоятельствах, связанных с жестоким нападением на центр содержания под стражей для несовершеннолетних, что заставляет их искать правду. Запутанная новая технология, установленная внутри пожарной части 51, проверяет терпение каждого. Кидд был выбран, чтобы представлять район на конференции руководства. |            |                                                                   |                   |                                                                                 |                  |                     |
| 163 | 4          | «Infection, Part I» «Инфекция Часть 1»                            | Реза Табризи      | История: Дерек Хаас & Дик Вульф Телеадаптация: Дерек Хаас                       | 16 октября 2019  | 8.23                |
| 164 | 5          | «Buckle Up» «Собраться»                                           | Лесли Либман      | Мэтт Уитни                                                                      | 23 октября 2019  | 7.87                |
| 165 | 6          | «What Went Wrong» «Что пошло не так»                              | Сэнфорд Букставер | Джамила Дэниэл                                                                  | 30 октября 2019  | 7.45                |
| Круз и Северайд подозревают нечестную игру, когда пожар, начатый пожилой женщиной, становится смертельным. Кидд, Фостер и Бретт создают зал только для женщин. Пожарная часть 51 празднует хорошие новости. |            |                                                                   |                   |                                                                                 |                  |                     |
| 166 | 7          | «Welcome to Crazytown» «Добро пожаловать в сумасшедший город»     | Карл Ситон        | Майкл Гилвари & Андреа Ньюман                                                   | 6 ноября 2019    | 7.68                |
| 167 | 8          | «Seeing Is Believing» «Пока не увижу, не поверю»                  | Эрик Ланёвилль    | Рон МакКэнтс                                                                    | 13 ноября 2019   | 7.17                |
| 168 | 9          | «Best Friend Magic» «Лучший друг волшебство»                      | Реза Табризи      | Дерек Хаас                                                                      | 20 ноября 2019   | 8.36                |
| 169 | 10         | «Hold Our Ground» «Держись за нашу землю»                         | Мэтт Эрл Бисли    | Майкл О’Ши                                                                      | 8 января 2020    | 7.95                |
| 170 | 11         | «Where We End Up» «Где мы в конечном итоге»                       | Батан Сильва      | Мэтт Уитни                                                                      | 15 января 2020   | 8.17                |
| 171 | 12         | «Then Nick Porter Happened» «а потом появился Ник Портер»         | Реза Табризи      | Майкл Гилвари & Андреа Ньюман                                                   | 22 января 2020   | 8.18                |
| 172 | 13         | «A Chicago Welcome» «Добро пожаловать в Чикаго»                   | Пол Маккрейн      | Дерек Хаас                                                                      | 5 февраля 2020   | 8.18                |
| 173 | 14         | «Shut It Down» «Выключите его»                                    | Лесли Либман      | Нил МакКормак                                                                   | 12 февраля 2020  | 8.28                |
| 174 | 15         | «Off the Grid» «Вне сети»                                         | Реза Табризи      | Мэтт Уитни                                                                      | 26 февраля 2020  | 8.66                |
| 175 | 16         | «The Tendency of a Drowning Victim» «Склонность утопающей жертвы» | Мэтт Эрл Бисли    | Майкл Гилвари & Андреа Ньюман                                                   | 4 марта 2020     | 8.26                |
| 176 | 17         | «Protect a Child» «Защитите ребенка»                              | Бренна Маллой     | Дерек Хаас                                                                      | 18 марта 2020    | 9.02                |
| 177 | 18         | «I'll Cover You» «Я прикрою тебя»                                 | Эрик Ланёвилль    | История: Рон МакКэнтс & Майкл О’Ши Телеадаптация: Майкл Гилвари & Андреа Ньюман | 25 марта 2020    | 9.20                |
| 178 | 19         | «Light Things Up» «Осветите вещи»                                 | Николь Рубио      | Элизабет Шарман                                                                 | 8 апреля 2020    | 8.99                |
| 179 | 20         | «51's Original Bell» «Оригинальный колокол 51»                    | Эрик Ланёвилль    | Мэтт Уитни                                                                      | 15 апреля 2020   | 9.46                |

## Производство

### Разработка
26 февраля 2019 года телеканал NBC продлил телесериал на восьмой сезон.